# Грей-Игл (тауншип, Миннесота)
Грей-Игл (англ. Grey Eagle) — тауншип в округе Тодд, Миннесота, США. На 2000 год его население составило 663 человека.

## География
По данным Бюро переписи населения США площадь тауншипа составляет 75,8 км², из которых 64,9 км² занимает суша, а 10,8 км² — вода (14,29 %).

## Демография
По данным переписи населения 2000 года здесь находились 663 человека, 257 домохозяйств и 205 семей.  Плотность населения —  10,2 чел./км².  На территории тауншипа расположено 576 построек со средней плотностью 8,9 построек на один квадратный километр. Расовый состав населения: 99,85 % белых и 0,15 % азиатов.
Из 257 домохозяйств в 27,6 % воспитывались дети до 18 лет, в 72,4 % проживали супружеские пары, в 4,3 % проживали незамужние женщины и в 20,2 % домохозяйств проживали несемейные люди. 19,5 % домохозяйств состояли из одного человека, при том 9,3 % из — одиноких пожилых людей старше 65 лет. Средний размер домохозяйства — 2,58, а семьи — 2,93 человека.
24,3 % населения — младше 18 лет, 4,8 % — в возрасте от 18 до 24 лет, 22,9 % — от 25 до 44, 27,3 % — от 45 до 64, и 20,7 % — старше 65 лет. Средний возраст — 43 года. На каждые 100 женщин приходилось 101,5 мужчин.  На каждые 100 женщин старше 18 приходилось 105,7 мужчин.
Средний годовой доход домохозяйства составлял 41 923 доллара, а средний годовой доход семьи —  47 778 долларов. Средний доход мужчин —  28 833  доллара, в то время как у женщин — 19 853. Доход на душу населения составил 20 151 доллар. За чертой бедности находились 5,0% семей и 8,8% всего населения тауншипа, из которых 14,2 % младше 18 и 4,8 % старше 65 лет.